# Menace II Society
Menace II Society (br: Perigo para a Sociedade) é um filme estadunidense de 1993, dos gêneros policial e drama, dirigido pelos Irmãos Hughes. O filme se passa nos bairros de Watts e Crenshaw, em Los Angeles, e segue a vida de Kaydee "Caine" Lawson (Tyrin Turner) e seus amigos mais próximos. Ganhou notoriedade por suas cenas de violência e conteúdo relacionado a drogas, e também recebeu elogios da crítica pelas performances de Turner, Pinkett e Tate, a direção e seu retrato realista da violência urbana e poderosas mensagens subjacentes.

## Elenco
- Tyrin Turner - Caine "Kaydee" Lawson
- Larenz Tate - Kevin "O-Dog" Anderson
- Jada Pinkett - Ronnie
- Samuel L. Jackson - Tat Lawson
- MC Eiht - A-Wax
- Glenn Plummer - Pernell
- Clifton Powell - Chauncy

## Produção
Originalmente, MC Ren foi cotado para ser A-Wax, o rapper Spice 1 para ser Caine, e Tupac Shakur como Sharif, mas mais tarde foram dispensados pelo diretor Allen Hughes alegando que Shakur estava causando problemas no set. Seis meses após a demissão, Shakur agrediu o diretor, 2Pac foi culpado de agressão.  Shakur não queria fazer o papel de Sharif, como ele não estava de acordo (em relação à autenticidade de um tal papel) que seria um muçulmano também poderia ser um gangbanger.
| “ | "Eu disse que tudo bem, legal... vou me despedir deste filme, porque eu não vou a interpretar nenhum gangster muçulmano. Nos guetos de Los Angeles não existe isso, eu me recuso a interpretar coisas que não existem. Serei um jovem negro, mas será um jovem negro real. " | ” |